# Suryavamsha
Suryavamsha (Sanskrit सूर्यवंश sūryavaṃśa m. „Sonnendynastie“) ist eine mythische Dynastie im Hinduismus.

## Linie
Als Stammvater dieser Sonnendynastie gilt Manu Vaivasvata, der Sohn des Sonnengottes Surya. Sein Sohn Ikshvaku hatte zwei Söhne, von denen die beiden Hauptlinien abstammen. Von Vikukshi leiten sich die Könige von Ayodhya ab und von Nimi die Könige von Mithila. Der berühmteste Vertreter der Sonnendynastie ist Rama, ein Fürst und Avatar des Gottes Vishnu.
Von Manus Tochter Ida und deren Mann Budha stammt dagegen die Monddynastie (Chandravamsha) ab.
Nach dem buddhistischen Geschichtswerk Mahavamsa gehört auch der Prinz Siddhartha Gautama, der historische Buddha zur Dynastie des Ikshvaku (Pali: Okkāka).